# モンテ・ディ・ピエタ

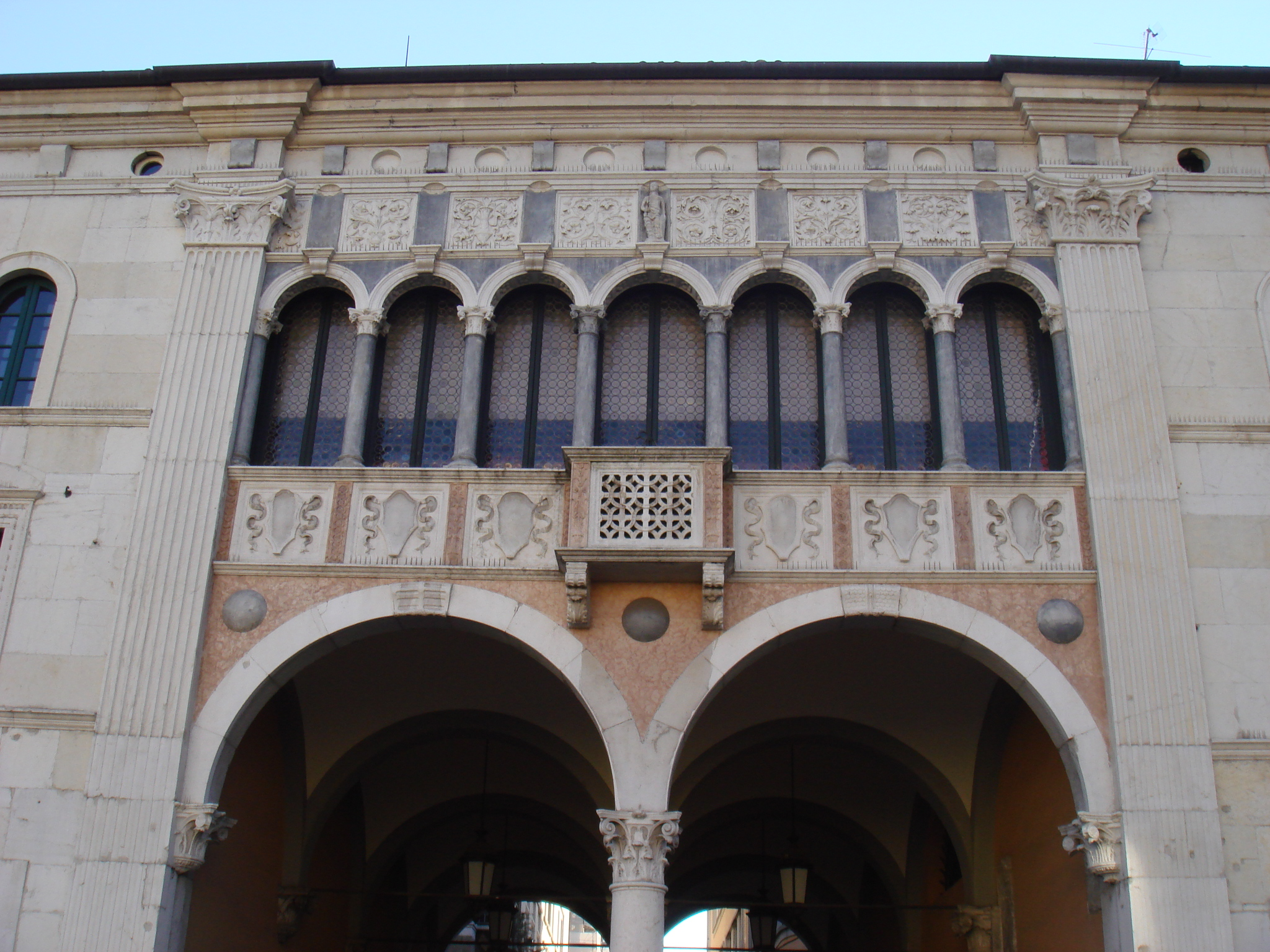
ブレシアの旧モンテ・ディ・ピエタ

モンテ・ディ・ピエタ（イタリア語: Monte di Pietà）は、中世末期（15世紀後半）のイタリアに発祥し、他のカトリック地域にも広がった公営の質屋。貧民に対する慈善事業として成立し、比較的低い利子で貸出を行った。

## 歴史
旧約聖書では金の貸出そのものは禁じていなかったが、利子や担保を取ることに関しては強い制約があった（出エジプト記22章24節以下、および申命記24章6節以下）。新約聖書においてもルカによる福音書6章35節が利子を取ることを禁止する根拠とされた。
中世のヨーロッパにおいてカトリック教会が徴利を禁止した結果、中世後期にはいると北・中部イタリアのキリスト教徒は利子に関する業務から姿を消すようになった。それにかわってユダヤ人が金貸しとして進出するようになったが、年利にして20-40%もの高利によって民衆の恨みを買うようになった。貧民をユダヤ人高利貸から救うことを目的として作られた公的な貸付機関がモンテ・ディ・ピエタである。モンテ・ディ・ピエタの理念はもっとも清貧を重んじるフランシスコ会厳格派によって鼓吹されたが、これは13世紀以来の歴史をもつフランシスコ会の経済観にもとづいていた。
1461年、フランシスコ会修道士のバルナバ・ダ・テルニ (it:Barnaba da Terni) がペルージャで最初のモンテ・ディ・ピエタを設立し、他の地域にも広めた。特に熱心に運動を行ったベルナルディーノ・ダ・フェルトレ (it:Bernardino da Feltre) は、1484年にマントヴァでモンテ・ディ・ピエタを設立して以来、ひとりで22のモンテを成立させた。ベルナルディーノの運動ではユダヤ人金貸しの排斥が強調された。
「モンテ」とは文字通りには山のことだが、比喩的に大量の物を意味し、集められた基金を意味した。「モンテ・ディ・ピエタ」とは敬虔な行為（ピエタ）により積みあげられた資金の山（モンテ）を意味し、その原資は市民の寄付・寄託からなっていた。
低利とはいってもモンテ・ディ・ピエタは利子を取ったため、ドミニコ会やアウグスティノ会は伝統的な徴利禁止の立場から反対した。ベルナルディーノらはモンテ・ディ・ピエタの利子が貸付から直接生じるものではなく、貸付に関する運営のために使用されるものであるから、禁止されている徴利にはあたらないと主張した。1515年の第5ラテラノ公会議によってモンテ・ディ・ピエタの利子は正当であると認められた。
16世紀以降、多くのモンテ・ディ・ピエタは預金を受け入れて利子を払い、また貧民の救済以外にも融資を行うよう変容し、実質的に銀行に近づいていった。イタリアではモンテ・ディ・ピエタを推奨することによってユダヤ人の金貸しを排斥したが、18世紀半ば以降はユダヤ人の金貸しに対する制限は取り除かれた。
18世紀末、モンテ・ディ・ピエタはイタリアに侵入したナポレオン軍の略奪対象になり、一時壊滅した。19世紀以降再建されたモンテ・ディ・ピエタの多くは後に貯蓄金庫に移行したが、今もなお通常の銀行業務と併行して質屋の業務を行っているところが多い。

## 各国のモンテ・ディ・ピエタ
メキシコではメキシコシティの中心地にある国立質店 (Nacional Monte de Piedad) が有名である。

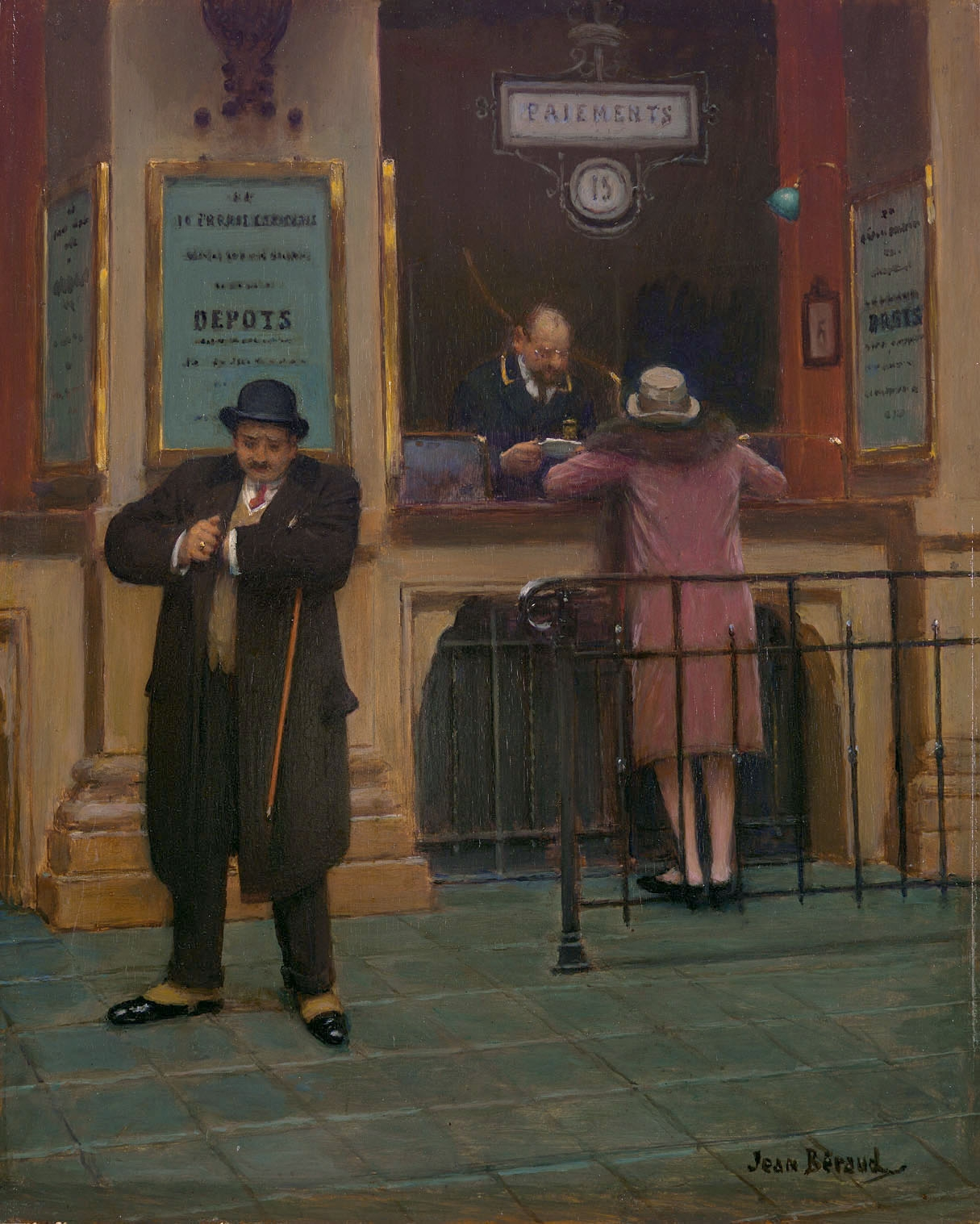
「モン・ド・ピエテ」（ジャン・ベロー画）

フランスでは教皇領の飛び地だったアヴィニョンに最初のモンテが設立された。フランス語ではモン・ド・ピエテ(mont-de-piété)と呼ばれた。1626年には必要とするすべての都市に設立を認める法令が出された。イタリアのものとはかなり性格が異なって貧民だけでなくすべての人に貸出を行い、またしばしば高利だった。ルイ13世時代の1637年にはパリに最初のモン・ド・ピエテが作られたが、高利貸の圧力によって制度は廃止された。ルイ16世時代の1777年にパリのモン・ド・ピエテが再建され、ナポレオン・ボナパルトは1804年にモン・ド・ピエテによる質屋業の独占を認めた。1851年に法律が改訂され、店長が政府によって任命されることになった。1918年にモン・ド・ピエテは市町村信用金庫 (fr:crédit municipal) と改称され、質屋業務と並んで預金などの銀行業務を行うようになった。
ベルギーでは1618年以降にモン・ド・ピエテが発達した。ブリュッセルで1618年に設立されたモン・ド・ピエテは現在も業務を行っている。
日本ではフランスの制度にならって1927年に公益質屋法が公布されたが、戦後は衰えた。2000年に公益質屋法は廃止された。